# 黃昕然
黃昕然，香港公務員，現任民政及青年事務局副秘書長，曾任深水埗民政事務專員。黃在早年為學生運動人士，曾出任新亞書院學生會及香港中文大學學生會的幹事會會長，以及香港專上學生聯會常務委員會主席，亦曾與蔡子強、莊耀洸及蔡耀昌共同編輯香港學運的著作。他在蘭卡斯特大學取得哲學博士學位後返港加入香港政府，獲聘任為政務主任。他曾任職於多個決策局負責不同範疇的工作，包括宣傳被稱為「網絡23條」的《2011年版權（修訂）條例草案》、籌備中國香港加入亚洲基础设施投资银行和為啟德發展區區域供冷系統向香港立法會申請追加10.4億港元撥款等具爭議性的工作。他2020年12月14日至2025年5月5日出任深水埗民政事務專員，曾多次因拒絕討論民主派的議程而從深水埗區議會會議中離席，及後因2023年香港選舉改革而於2024年至卸任期間兼任區議會主席。

## 早年生活
黃昕然於1990年在華英中學完成预科課程，而他曾於1989年7月在學生議會的報刊撰文批評中國在欠缺改革下只會重蹈五四运动的覆轍，亦表明反對一黨專政，支持民主及法治體制。他及後入讀香港中文大學新亞書院，主修社会学。他不但曾出任新亞書院學生會幹事會會長外，更曾在1992年當選香港中文大學學生會幹事會會長，其政綱包括設立校園電台提供更多渠道讓學生表達己見。與此同時，他亦代表中大加入香港專上學生聯會的常務委員會，並出任常委會主席。他在1993年於中大取得社會科學學士後，汲赴英国蘭卡斯特大學繼續社会学研究並攻讀哲學博士。
黃在英國修讀博士學位時，仍有對香港的社會運動作資料整理及研究，甚至曾特意從英國返港參與維園六四燭光晚會，並參與見證香港回歸。在1998年，他更與蔡子強、莊耀洸及蔡耀昌共同編輯及出版兩本有關香港學生運動的著作，名為《同途殊歸﹣前途談判以來的香港學運》及《叛逆歲月：香港學運文獻選輯》。黃在1998年時從蘭卡斯特大學取得哲學博士學位，其博士論文提出香港政府在設立香港科技園公司時仍須在推動香港製造業發展上堅持自由放任主義。

## 公務員生涯

### 早年生涯

黃昕然在香港迪士尼樂園於2005年開幕時任職於旅遊事務署

黃昕然在1999年10月獲香港政府聘任為政務主任，而他首個任職的崗位為政制事務局助理局長。他在2001年轉至衞生福利局任職，亦在2002年隨主要官員問責制推行後改於衛生福利及食物局助理秘書長。在2002年8月，他曾代表港府與爭取高齡津貼免審查的長者會面，惟被與會長者批評他旨在重複港府已設老人綜援金和高齡津貼，以及無法承擔更多財政壓力。在2005年香港迪士尼樂園開幕前，他獲港府安排經濟發展及勞工局轄下的旅遊事務署負責香港迪士尼開幕的統籌工作，甚至陪同旅遊事務專員出席香港立法會的委員會會議。香港迪士尼投入營運後，黃繼續留任協助港府監督其營運，而他更曾因期間大量已購票遊客在人流管制下無法入場而在立法會和九龍城區議會的會議上解釋港府及迪士尼的跟進工作。香港駐柏林經濟貿易辦事處在2009年3月成立並投入運作，黃被派至駐柏林辦出任副處長，至2011年返港。

#### 2011年版權（修訂）條例草案
黃昕然在2011年返港後隨即獲安排出任商務及經濟發展局助理秘書長，負責《2011年版權（修訂）條例草案》的立法工作，並曾署理懸空的首席助理秘書長職務。黃為協助商經局副秘書長王國彬推廣草案的官員，兩人曾多次出席立法會會議及非官方論壇，而黃亦向公眾表明草案必須將惡搞等戲仿作品視為侵權，並將由律政司決定不起訴較為創新的戲仿作品而不設立豁免條款。然而，嚴厲的條例草案引來眾多業界人士及公眾非議，揶揄草案是散播白色恐怖的「網絡23條」，而黃更在香港互聯網協會於2011年7月舉行的論壇上被指借機扼殺言論自由，但他卻反駁網民應考慮使用全新創作來批評政府。最終，草案在爭議下未有恢復二讀辯論而失效。

### 財經事務

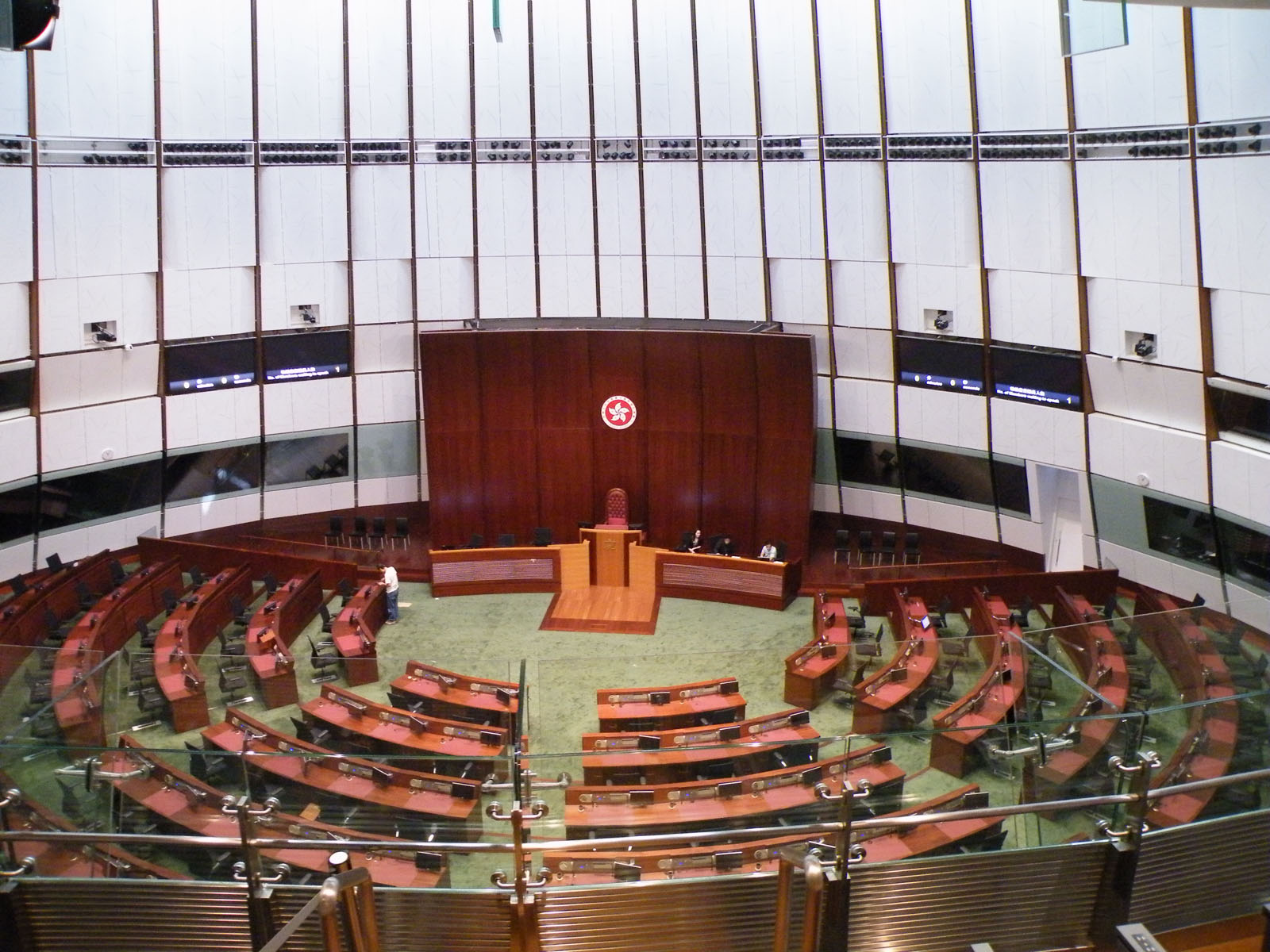
黃昕然任職財經事務及庫務局時曾負責修訂《破產條例》的工作

雖然黃昕然未令成功修訂《版權條例》，但他仍在2012年中得到晉升機會，轉職至財經事務及庫務局財經事務科擔任首席助理秘書長，專責處理成立保險業監管局取代保險業監理處職能的工作。在保監局成立前，他亦兼責處理多項有關保險業政策的工作，包括就埃及樂蜀熱氣球事故而加強規管旅遊保險的事宜。黃在2014年8月為港府提交成立保監局的立法建議，並在及後於2015年7月獲立法會批准。
其後，黃獲港府留任於財經事務科，但改為負責修訂《破產條例》的工作，以彌補香港終審法院判定原有條文違憲的問題。然而，草案內複雜的條文接獲立法會多次去信建議，而議會亦對修訂工作在終院判決後近九年才開始感到詫異。就此，黃聯同破產管理署署長黃小雲以書面及答辯形式回應，而法案亦於2016年3月獲立法會通過。
另外，黃在2016年5月亦負責香港以中國香港名義加入亚洲基础设施投资银行，以及向亞投行在香港的法律地位及公務豁免權等事宜進行立法工作，而香港及後亦順利於2017年5月加入亞投行。與此同時，黃在2016年11月亦協助港府修訂《放債人條例》的附屬規例，包括設立貸款中介登記制度、引入重覆借貸的審查及強制盡責查證等。

### 能源政策
黃昕然在2017年末調任至環境局出任負責能源的首席助理秘書長，並在上任後隨即更新能源效益產品標籤適用的產品，以促進低碳經濟。然而，自願參與的《戶外燈光約章》於2016年實施後光害投訴反而節節上升，環境諮詢委員會在2018年10月會議時批評黃實施的政策成效偏低，令黃檢討有關政策及措施。及後，他於2018年11月與香港綠色建築議會向社会福利機構宣傳隔熱膜節能，推廣綠色建築理念。除此之外，黃亦與香港電燈等能源公司合作，推動個人及企業的節能計劃，以及向學生提供包括節約用電的環保教育。
2019年1月，黃為啟德發展區區域供冷系統向香港立法會申請追加10.4億港元撥款，使總成本增至49.4億港元。眾多議員質疑追加成本是為了處理在2018年7月因管道爆裂事故帶來的問題，而黃則解釋為因新道路工程而需增撥資源舖設新喉管。及後，撥款建議在2月繼續討論時，議員提出另一質疑，指昂貴的區域供冷系統是專供啟德體育園內開放式設計的場館使用，不符合成本及能源效益，而黃則以使用比例更高的建築為啟德醫院作辯解，並說明在30年內亦可以收回建設成本。

### 深水埗民政事務專員

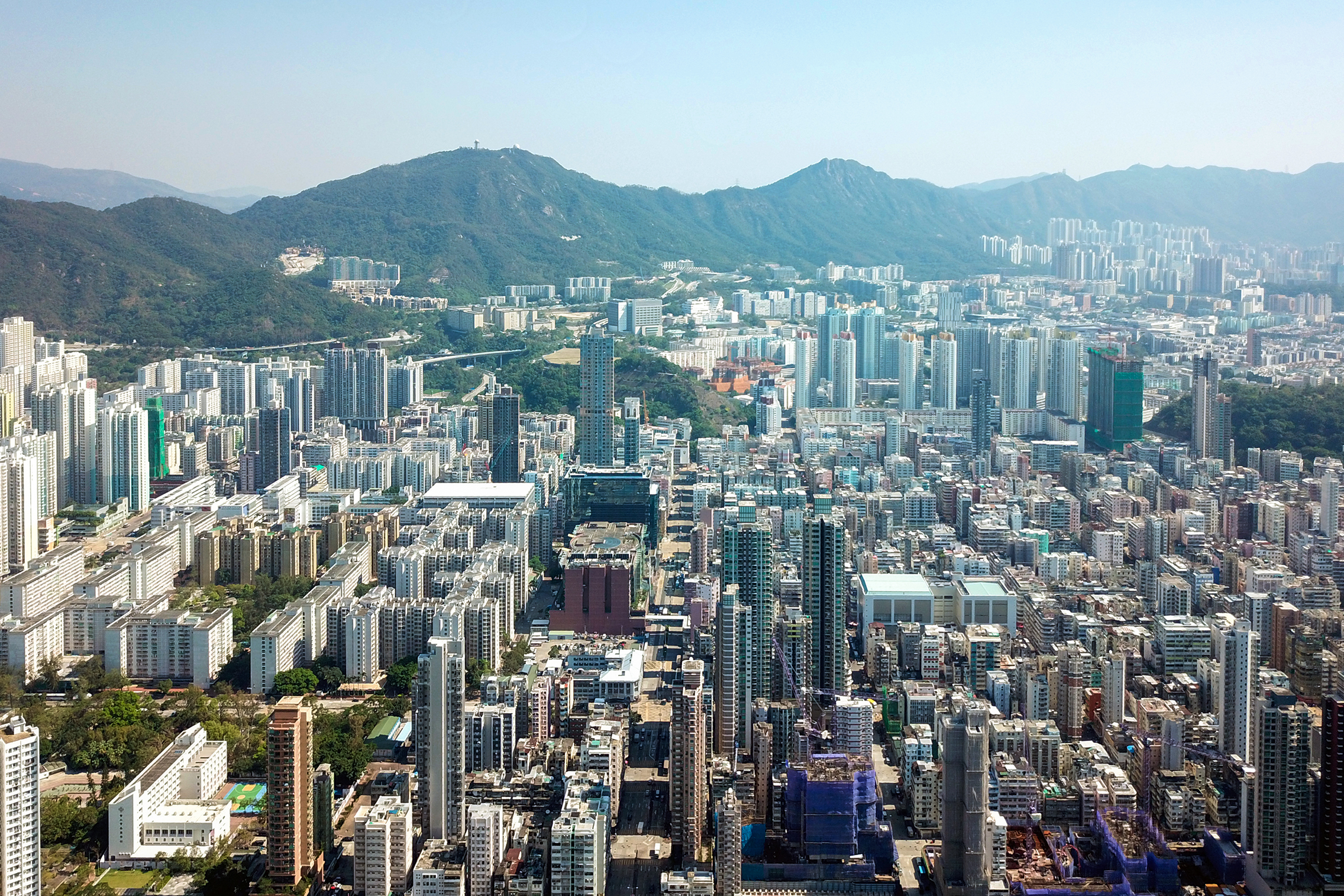
黃昕然在2020年12月起出任深水埗民政事務專員

港府安排黃昕然在2020年12月14日出任深水埗民政事務專員，並在同日獲委任為官守太平紳士，以接替被派往香港駐迪拜經濟貿易辦事處擔任首任處長的李國雄。由於李國雄甚少與深水埗區議員往來而令區議員失望，區議員均冀望黃可以加強官民聯繫。不過，黃在2021年1月首次出席深水埗區議會時就拒絕民主派討論2019冠狀病毒病疫苗，更在展開討論時隨即帶領官員離場。在2021年5月，民主派區議員在區議會會上以红葡萄酒送別數名涉及香港47人案的區議員時，黃直斥在會議中絕不適合飲酒，惹來各派區議員擾攘。
黃及後統籌在區內為長者及學童接種新冠疫苗，而他在上任不久後就因傑出抗疫表現而在香港2021年度授勳及嘉獎名單獲頒行政長官公共服務獎狀。然而，他在2022年1月就捲入在2019冠狀病毒病香港疫情下參與香港消防處百人聚餐的爭議，而消防處及後堅稱活動嚴格按照防疫規例進行。此後，他就香港特別行政區成立二十五周年紀念與建制派區議員和華潤集團舉辦愛國電影欣賞，亦就习近平在香港特別行政區第六屆政府就職時的講話舉辦座談會。
黃在2023年2月呼應港府就2023年土耳其-叙利亚地震的援助政策，在區內收集物資並送至土耳其駐港總領館。相反，民主派的區議員袁海文於2023年3月於區議會會議提出討論2023年香港區議會選舉及香港區議會職能檢討，並向黃遞交請願信，但黃拍枱拒收及隨即以有緊急事務為由離場。另外，他在2023年全民國家安全教育日以ChatGPT為主題推出剧本杀遊戲，宣傳《香港國安法》。然而，針對區議會的2023年香港選舉改革在同年5月出台後，區議會副主席伍月蘭在會上提出討論改革，黃則根據律政司意見以涉及全港性事務而不符合區議會職能，指示所有政府代表離場拒絕討論。
香港公共圖書館在2023年5月移除大量政治類館藏，包括黃就香港學生運動的兩本著作。由於下架準則未明，袁海文藉警務處處長蕭澤頤出席同年6月的區議會會議，質問港府黃的著作是否有違《國安法》。蕭表明因未曾審閱而不妄作評論，而在席的黃則未有發言。然而，黃及後更在同年9月的第六屆深水埗區議會的最後一次大會因緊急會議為由遲到逾兩小時，再被袁挪揄在選舉改革後專員兼任主席因急事缺席將未能召開會議。他於2024年1月起接任區議會主席，並運用統計數據改善地區治理，但因舉辦玩具光剑比賽而遭公眾嘲笑。儘管比賽成果不顯，但他最終特意反駁公眾對玩具光劍傷眼的誤解，並藉此機會向公眾坦承自己在學生時期年少無知，同時指出學生會的工作也不過是兒戲。

### 重返政總
在2025年5月6日，港府安排黃昕然卸任專員及太平紳士，返回政府總部及升任民政及青年事務局副秘書長，協助局方統籌民政事務工作。

## 著作
- 蔡子強、黃昕然、莊耀洸、蔡耀昌（1998）。《同途殊歸﹣前途談判以來的香港學運》。香港：人民科學出版社，ISBN 9626550120。
- 蔡子強、黃昕然、莊耀洸、蔡耀昌（1998）。《叛逆歲月：香港學運文獻選輯》。香港：青文書屋，ISBN 9627258261。

## 榮譽

### 嘉獎
- 行政長官公共服務獎狀（香港2021年度授勳及嘉獎名單；2021年7月1日）[51]

### 殊勳
- 官守太平紳士（J.P.）（2020年12月14日－2025年5月5日）[44][70]

### 頭銜
- 黃昕然，JP（Paul Wong Yan-yin, JP，2020年12月14日－2025年5月5日）[44][70]

## 注脚
1. ↑  自2024年1月1日起，深水埗民政事務專員兼任深水埗區議會主席。